# دیروز، امروز، فردا (مجموعه تلویزیونی)
دیروز، امروز، فردا یک مجموعه تلویزیونی به کارگردانی مسعود شاه‌محمدی می‌باشد که از شبکه پنج پخش شده‌است؛ که محصول سال ۸۲–۱۳۸۱ می‌باشد.

## خلاصه داستان
گلی (مریم کاظمی) شخصیت اصلی این سریال است که آینده انسانها را پیش‌بینی می‌کند.

## بازیگران
- مریم کاظمی
- بهروز بقایی
- رامین ناصرنصیر
- سحر غمخوار
- داریوش اسدزاده
- مونا فرجاد
- شهناز شهبازی
- فلامک جنیدی
- صدیقه قیمتی
- رضا صادقی
- علی ابوترابی
- حسن خوانساری
- مرتضی جودی
- مهرزاد بدیعی
- میترا تبریزی
- علیرضا داوودی
- اکبر مددی مهر
- محمد کلاهدوز
- محمد رضا دهقانی هریسی
- مسلم شیبک
- کاوه آهنگر